# Mario Ledesma
Pour les articles homonymes, voir Ledesma.

a Compétitions nationales et continentales officielles uniquement.

b Matchs officiels uniquement.
Dernière mise à jour le 8 octobre 2017.
Mario Ezequiel Ledesma Arocena, plus connus sous le nom de Mario Ledesma est un joueur de rugby à XV international argentin né le 17 mai 1973 à Buenos Aires. Il évolue au poste de talonneur au sein du club de Buenos Aires, Curupayti puis rejoint la France. Il joue pour l'ASM Clermont de 2005 à 2011 après avoir porté les couleurs du RC Narbonne et du Castres olympique. 
Après la fin de sa carrière à l'issue de la coupe du monde 2011, il entame une carrière d'entraîneur, d'abord avec les avants du Stade français puis avec le club Montpellier HR. Il rejoint ensuite la franchise australienne des Waratahs puis occupe un poste d'adjoint auprès de Michael Cheika, entraîneur des Wallabies, en prenant la responsabilité des avants. En 2018, il revient en Argentine pour entraîner la franchise des Jaguars, avant d'être sélectionneur de l'équipe d'Argentine du 1er août 2018 au 9 février 2022.

## Biographie
Formé à Buenos Aires, il honore sa première sélection en équipe nationale en 1996 et s'impose comme talonneur titulaire des Pumas. Il participe à la Coupe du monde 1999 et échoue en quart de finale face à la France. En 2001, il fait son arrivée en France avec le RC Narbonne. En 2003, il participe à sa seconde Coupe du monde mais l'Argentine est éliminé en poules. De 2003 à 2005, il joue pour le Castres olympique et dispute pour la première fois la Coupe d'Europe. À l'issue de ces deux années, il rejoint l'ASM Clermont Auvergne avec laquelle il remporte le Challenge européen en 2007 et le championnat de France en 2010 après trois échecs consécutifs en finale de 2007 à 2009. En 2007, il participe à sa troisième Coupe du monde et termine troisième de la compétition.

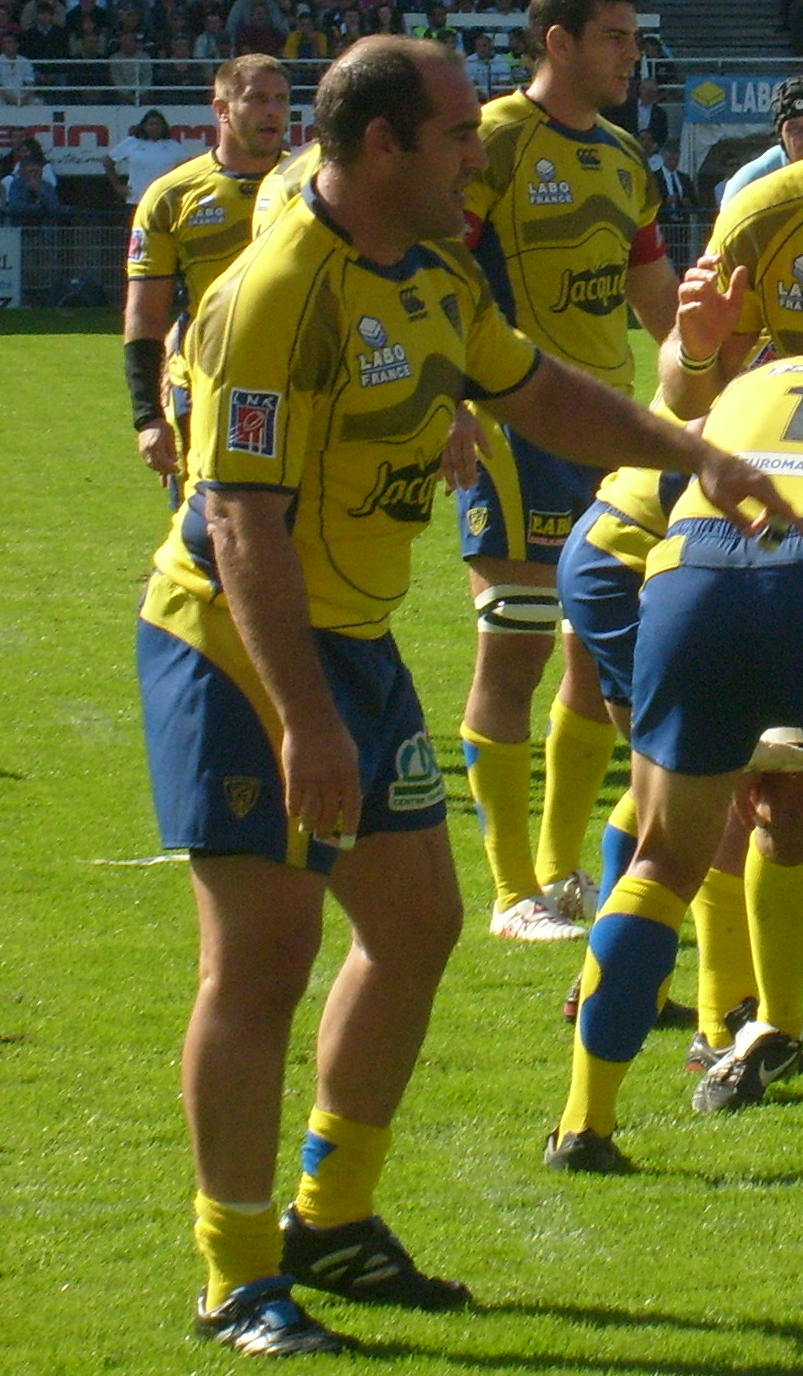
Mario Ledesma avec l'ASM Clermont Auvergne en octobre 2009.

En mars 2009, il est sélectionné avec le XV du président, sélection de joueurs étrangers évoluant en France coachée par Vern Cotter, pour jouer un match amical contre les Barbarians français au Stade Ernest-Wallon à Toulouse. Il est le capitaine de cette sélection. Le XV du président l'emporte 33 à 26.

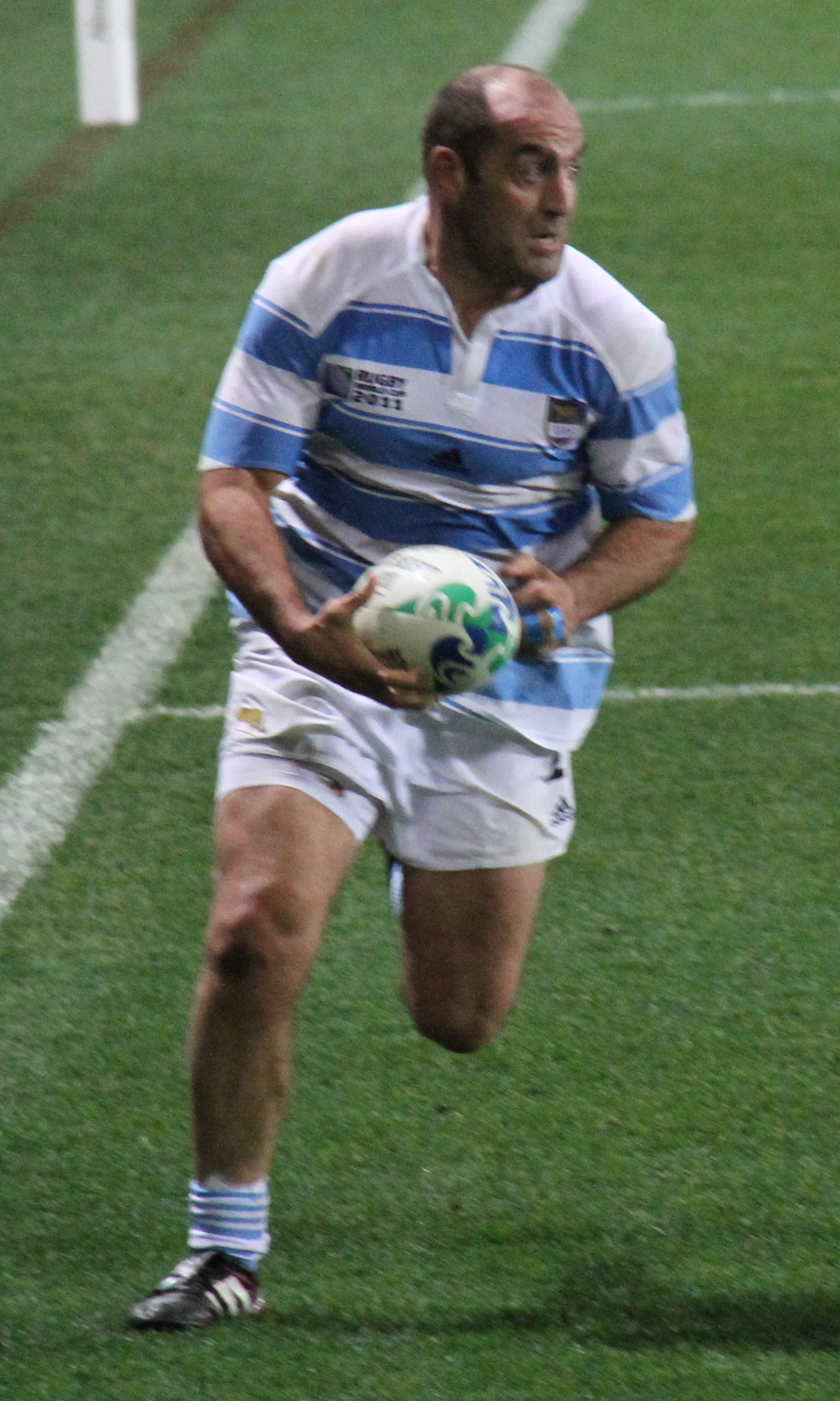
Mario Ledesma avec l'Argentine lors de la Coupe du monde 2011.

À 38 ans il annonce qu'il met un terme à sa carrière de joueur à l'issue de la coupe du monde 2011. Il dispute ainsi sa dernière rencontre avec Clermont lors de la demi-finale du Top 14 2011, sa cinquième consécutive, face au Stade toulousain. Ce dernier s'impose sur le score de 29 à 6. En 2016, le site Rugbyrama le classe neuvième parmi les 10 meilleurs joueurs de l'histoire de l'ASM Clermont Auvergne.
Il dispute son dernier match sous le maillot argentin lors d'une défaite 33 à 10 en quart de finale face aux All Blacks.
Il commence sa carrière d'entraîneur avec le Stade français lors de la saison 2011-2012, où il a la responsabilité des avants. Il rejoint le club Montpellier HR où il occupe ce même poste auprès de Fabien Galthié jusqu'en novembre 2014.
En janvier 2015, il rejoint la franchise australienne des Waratahs dirigée par Michael Cheika dont il avait déjà été l'adjoint au Stade français en 2011-2012. Celui-ci, également entraîneur des Wallabies, fait également appel à ses services lors d'un stage de l'équipe australienne fin mars. À partir de l'été 2015, il quitte les Waratahs pour intégrer le staff des Wallabies en tant qu'entraîneur de la mêlée. En février 2016, il prolonge de deux ans son contrat en faveur de la sélection australienne.
En 2018, il quitte l'Australie pour revenir en Argentine et entraîner la franchise des Jaguars. Lors de saison de Super Rugby, il obtient la première victoire d'une équipe argentine sur le sol néo-zélandais en s'imposant 20 à 13 à Auckland face aux Blues. Pour la première fois de leur existence, les Jaguars atteignent la phase de playoffs, mais s'inclinent 40 à 23 en quarts de finale face à la franchise sud-africaine des Lions.
Le 1er août 2018, il est nommé sélectionneur de l'équipe d'Argentine. En 2018, il est notamment épaulé par Gonzalo Quesada, ancien directeur sportif du Stade français et du Biarritz olympique, nommé entraîneur adjoint des Pumas et entraîneur en chef des Jaguars à partir de 2019,. Ledesma et Quesada décident finalement en 2019 de former deux staff distincts pour le Pumas et les Jaguars. Lors du Tri-nations 2020 disputé intégralement en Australie, les Pumas s'imposent face aux All Black pour la première fois de leur histoire sur le score 25 à 15. Le 9 février 2022, Mario Ledesma démissionne de son poste de sélectionneur évoquant la fin d'un cycle, après une sévère défaite 53 à 7 infligée par l'Irlande en novembre 2021.

## Statistiques

### En club
Mario Ledesma a disputé 32 matchs en compétition européenne de club (Challenge européen ou Coupe d'Europe) au cours desquels il a marqué 3 essais. Il a participé à six éditions Coupes d'Europe et deux éditions du Challenge européen.

### En équipe d'Argentine
Depuis 1996, Mario Ledesma a disputé 84 matchs avec l'équipe d'Argentine au cours desquels il a marqué trois essais. Il a notamment participé à quatre Coupes du monde, en 1999, 2003, 2007 et 2011.

### Entraîneur

#### Bilan en club
| Saison      | Équipe                    | Division    | Poste              | Classement                 | Coupe d'Europe             | Challenge Européen     |
| ----------- | ------------------------- | ----------- | ------------------ | -------------------------- | -------------------------- | ---------------------- |
| 2011 - 2012 | Stade français            | Top 14      | Avants             | 7e                         | -                          | Éliminé en demi-finale |
| 2012 - 2013 | Montpellier Hérault rugby | Top 14      | Avants             | Éliminé en barrages        | Éliminé en quart-de-finale | -                      |
| 2013 - 2014 | Montpellier Hérault rugby | Top 14      | Avants             | Éliminé en demi-finale     | Éliminé en poule           | -                      |
| 2014 - 2015 | Montpellier Hérault rugby | Top 14      | Avants             | 8e                         | -                          | -                      |
| 2015        | Waratahs                  | Super Rugby | Avants             | Éliminé en demi-finale     | -                          | -                      |
| 2018        | Jaguars                   | Super Rugby | Entraîneur en chef | Éliminé en quart-de-finale | -                          | -                      |

#### Bilan à la tête desPumas
| Année | Sélection | Poste         | The Rugby Championship | Coupe du monde   | Classement World Rugby à la fin de l'année |
| ----- | --------- | ------------- | ---------------------- | ---------------- | ------------------------------------------ |
| 2018  | Argentine | Sélectionneur | 4e                     | -                | 10e                                        |
| 2019  | Argentine | Sélectionneur | 4e                     | 3e de la poule C | 10e                                        |
| 2020  | Argentine | Sélectionneur | 2e (Tri-nations)       | -                | 8e                                         |
| 2021  | Argentine | Sélectionneur | 4e                     | -                | 9e                                         |

## Palmarès
Avec l'ASM Clermont Auvergne, il remporte le Challenge européen en 2007 et échoue en finale du championnat de France en 2007, 2008 et 2009. En 2010, enfin, il est sacré champion de France. Avec l'équipe d'Argentine, il participe à quatre Coupe du monde et termine troisième en 2007. Il s'agit de la meilleure performance de l'histoire des Pumas en Coupe du monde.

### En club
- Castres olympique

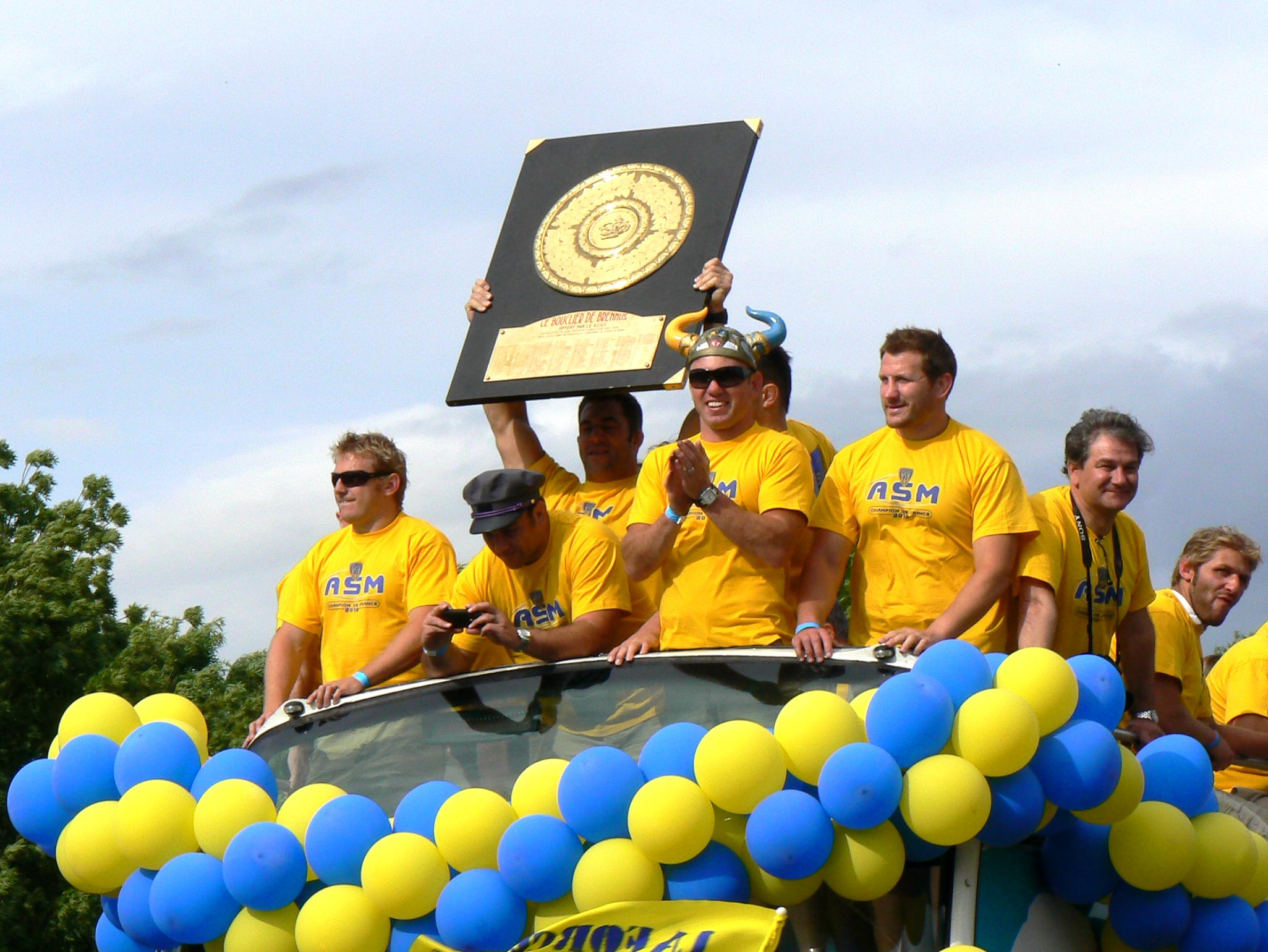
Le triomphe des joueurs de Clermont, champions de France 2010

  - Vainqueur du Challenge Sud-Radio en 2003

- ASM Clermont Auvergne
  - Vainqueur du Challenge européen en 2007
  - Finaliste du Championnat de France en 2007, 2008 et 2009
  - Vainqueur du Championnat de France en 2010

### En équipe nationale
- Argentine
  - Troisième de la Coupe du monde en 2007

#### Coupe du monde
| Édition               | Rang               | Résultats Argentine | Résultats Mario Ledesma | Matchs Mario Ledesma |
| Royaume-Uni 1999      | Quart de finaliste | 3 v, 0 n, 2 d       | 3 v, 0 n, 2 d           | 5/5                  |
| Australie 2003        | Éliminé en poules  | 2 v, 0 n, 2 d       | 2 v, 0 n, 1 d           | 3/4                  |
| France 2007           | Troisième          | 6 v, 0 n, 1 d       | 4 v, 0 n, 1 d           | 5/7                  |
| Nouvelle-Zélande 2011 | Quart de finaliste | 3 v, 0 n, 2 d       | 3 v, 0 n, 2 d           | 5/5                  |

Légende : v = victoire ; n = match nul ; d = défaite.